# Castell d'Azay-le-Rideau
El castell d'Azay-le-Rideau (en francès château d'Azay-le-Rideau) és un dels més excel·lents exemples de l'arquitectura renaixentista francesa. Es troba al municipi d'Azay-le-Rideau, al departament d'Indre i Loira, França, on va ser construït entre 1518 i 1523. Va ser erigit sobre una petita illa del riu Indre. Els seus fonaments s'eleven directament del riu. Té planta en forma de L.
Forma part del conjunt de castells del Loira que van ser declarats Patrimoni de la Humanitat per la UNESCO l'any 2000.

## Història del castell
Gilles Berthelot, el tresorer estatal de Francesc I i alcalde de Tours, va començar a reconstruir aquest lloc ja fortificat, que era part de l'herència de la seva esposa. No obstant això, va ser ella, Philippe Lesbahy, la que va dirigir el curs dels treballs, incloent la idea nova d'una escala central (escalier d'honneur) que és el tret més notable d'Azay.
L'any 1528 van recaure sobre Berthelot sospites de malversació i es va veure forçat a escapar d'Azay-le-Rideau, encara incomplet i al que no tornaria mai. En el seu lloc, el rei va confiscar la propietat i la va donar com recompensa a un dels seus militars d'alt rang.
Durant els segles va canviar diverses vegades de mans fins a principis del segle xx, quan va ser adquirit pel govern francès i restaurat. L'interior va ser completat amb una col·lecció de peces de Renaixement. Avui, el château està obert al públic.

## Estil de l'edifici
Les llargues proporcions i les decoracions esculturals d'Azay són italianitzants, al gust recent per l'antic, però les cantonades de bastió coronades per cons punxeguts, els munts verticals de finestres agrupades separades per emfàtics cordons horitzontals, i l'alt terrat de pissarra inclinada són inequívocament francesos. Les fortificacions juganeres i les torrasses medievals van donar un aire de noblesa tradicional al tresorer del rei recentment ennoblit.
L'escala central és el tret principal que el visitant es troba en entrar. Està incorporada dins de l'edifici, més que elevar-se helicoidalment, en part encaixada en la paret i visible des de fora, a la manera francesa que és familiar al castell de Blois.
Els detalls esculturals a Azay són particularment notables. Sobre la planta baixa, pilastres estriades sobre altes bases condueixen a la primera balustrada, en la qual campegen la salamandra i l'ermini, els emblemes de Francesc I i de la seva esposa, la regna consort Clàudia.
La generació romàntica va descobrir de nou l'atractiu d'Azay-le-Rideau. Honoré de Balzac el va anomenar «un diamant tallat en facetes, encastat pel Indre» («Un diamant taillé à facettes, serti par l'Indre»). Ara Azay-le-Rideau està envoltat per un jardí de paisatge semblant a un jardí anglès, clarament vuitcentista, amb molts arbres de coníferes, sobretot exòtiques: cedre de l'atles, xiprer calb i sequoies del Nou Món.

Château d'Azay-le-Rideau
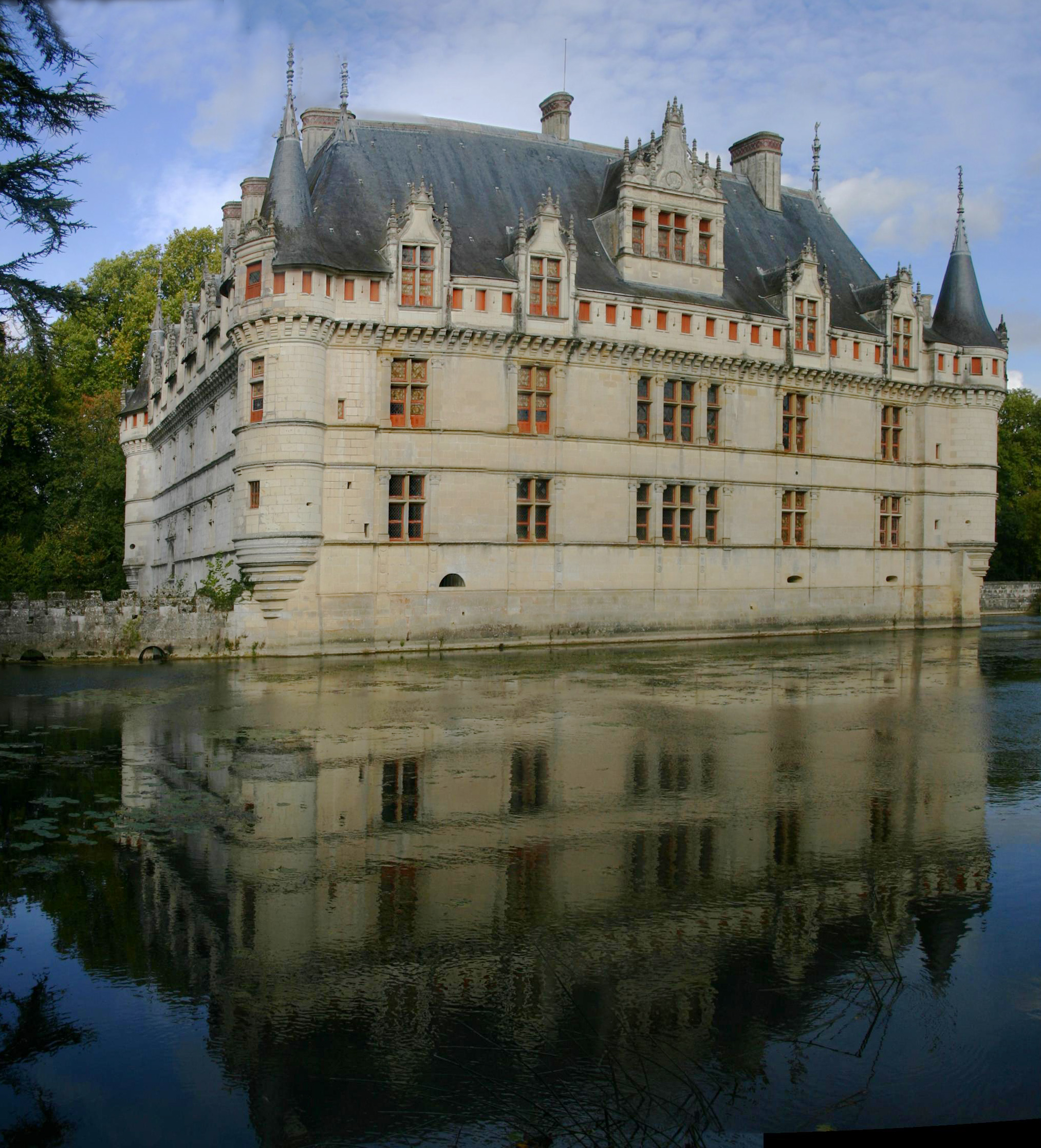
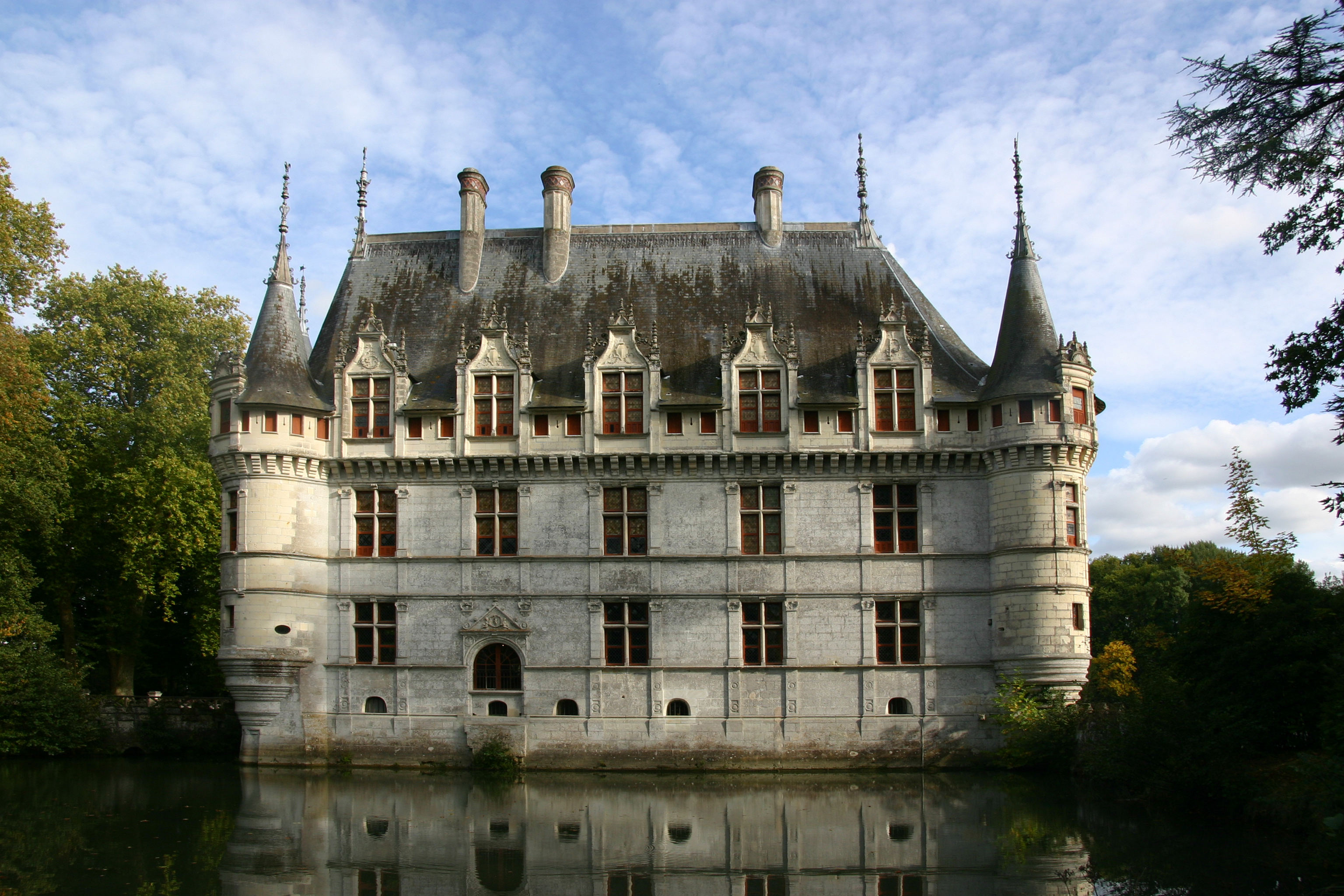
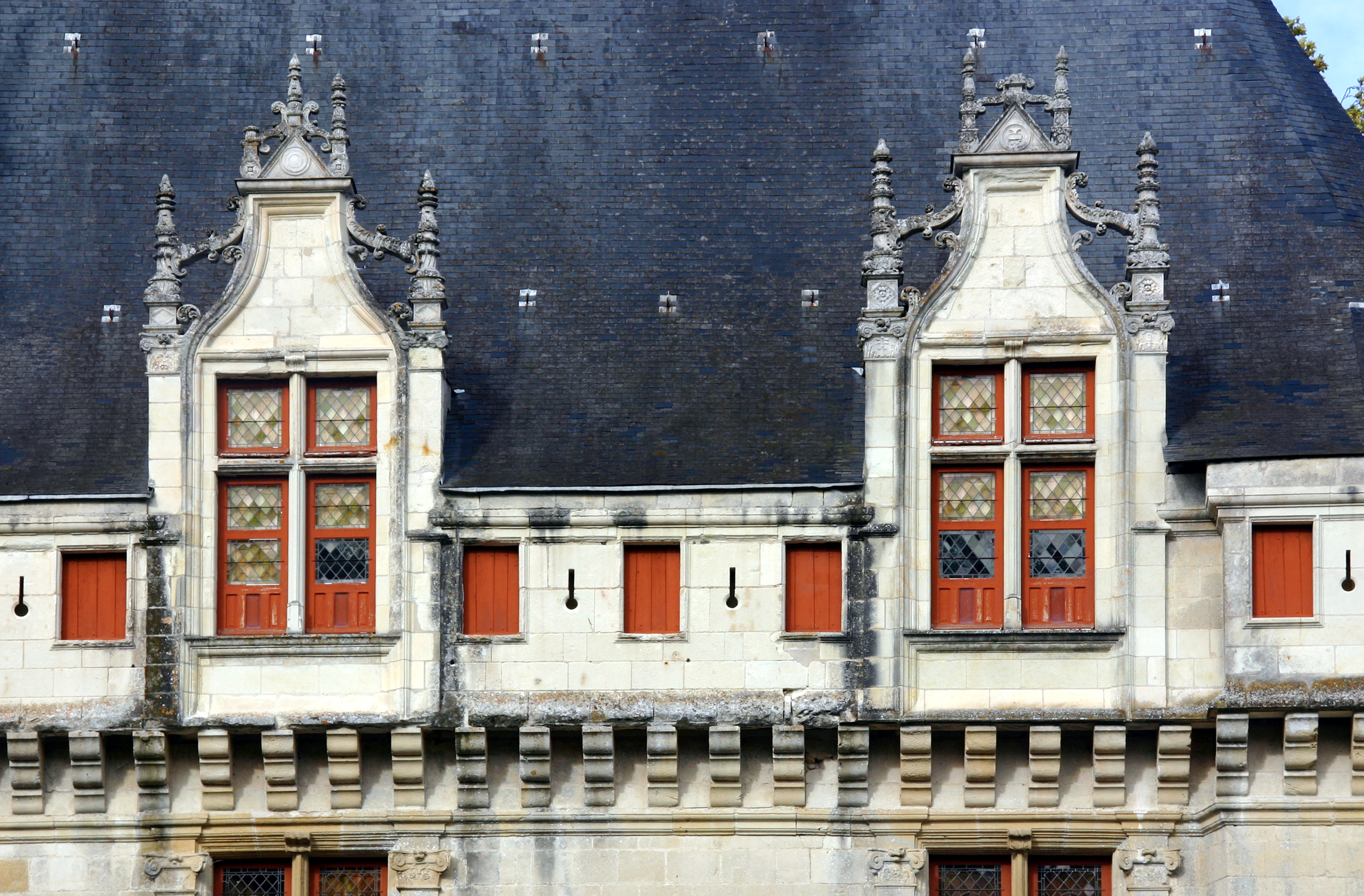
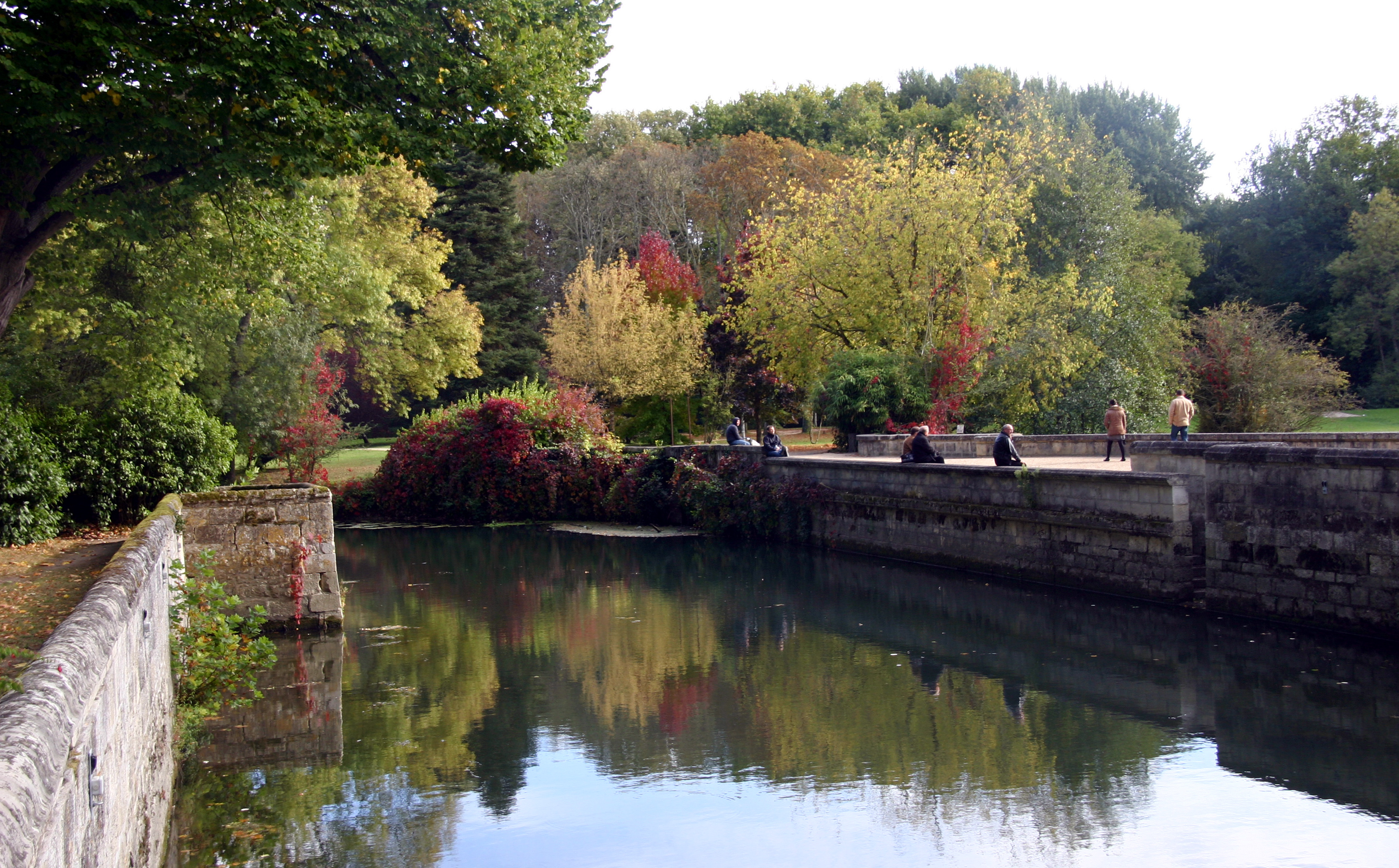
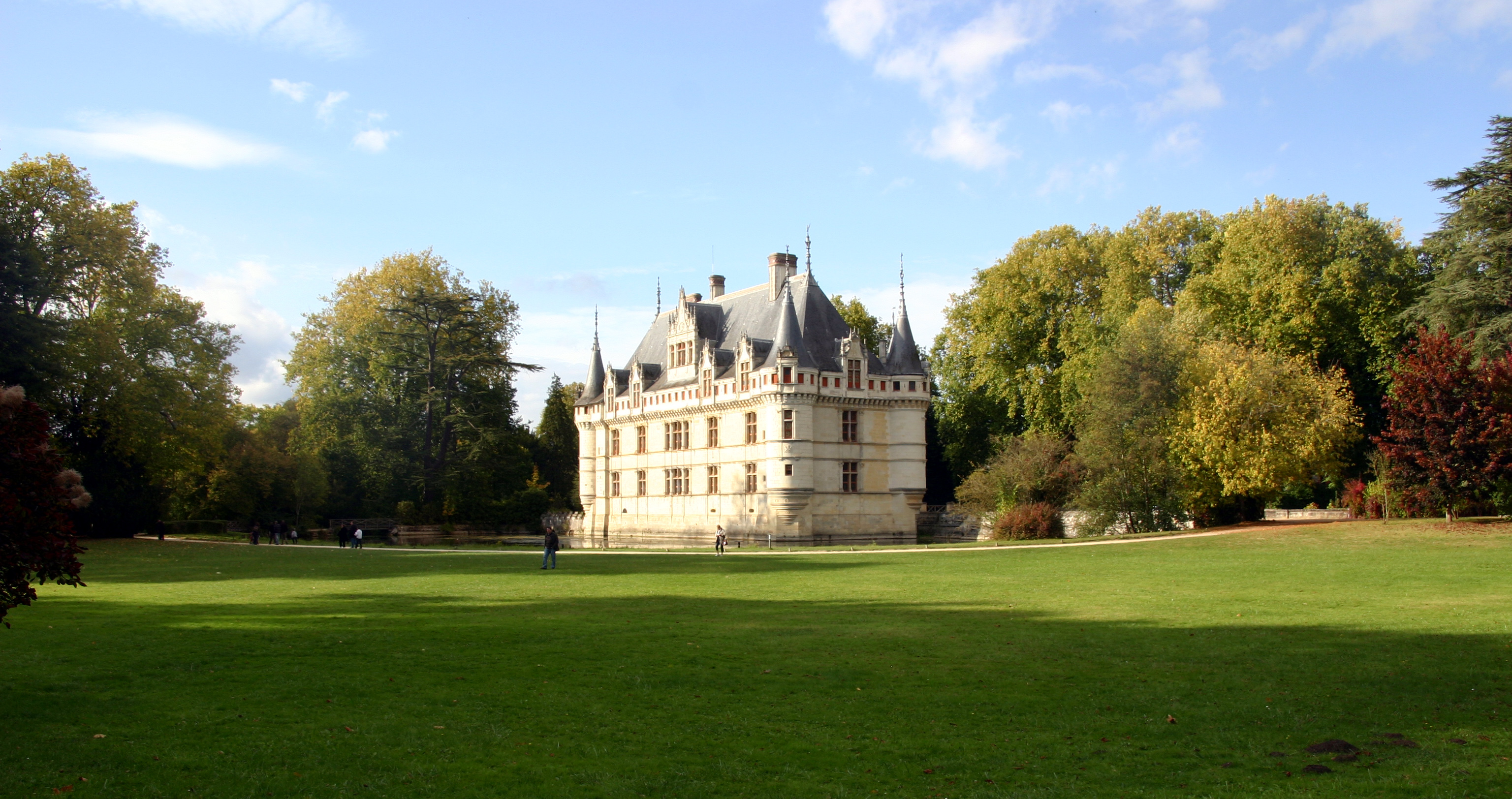